# 大顯神威
《大顯神威》，為2016年上映的臺灣喜劇電影，由辛季澧執導，豬哥亮、林美秀、安心亞領銜主演。

## 故事劇情
保坪宮第十八代師公王富貴，人稱「豬哥仙」，其實是個逢賭必輸的落魄師公。沒想到豬哥仙遇見了美豔動人的阿飄「晴霞」，從此時來運轉，但好運總要付出代價的。原來，晴霞當年是紅透半邊天的歌姬，遭人殘忍殺害，含冤遊蕩在陰陽兩界。晴霞這次找上豬哥仙，要他大顯神威，解開謎底。

## 演員陣容
| 演員姓名 | 角色名稱           | 介紹 |
| 豬哥亮   | 王富貴 （豬哥仙）  | 逢賭必輸的衰尾師公，倒霉到撞上女鬼阿霞，從此扭轉命運。他運用阿霞的超能力來幫助別人，沒想到小鎮鄉親一傳十、十傳百的把他當活神仙，他也逐漸愛上這種助人、又可以賺到錢皆大歡喜的感覺。 後來被一堆跛腳的要求治好他們的腳，無奈的問觀眾有可能嗎？最後自己與已經懷孕的三八美一起回到河邊還願。 |
| 林美秀   | 三八美             | 認命的傳統臺灣媳婦，嫁雞隨雞、嫁狗隨狗，在嫁給豬哥仙的第一天起，她就不曾埋怨當個賭徒的老婆。任勞任怨，倒也逐漸認了這個賭徒丈夫，並且無怨無悔深愛著他，處處都為他著想。最後因為自己懷孕與豬哥仙一起回到河邊還願。                                                                        |
| 安心亞   | 林晴霞             | 為了愛，傻傻等待。一把大火燒掉的不只是晴霞的一切，留下她那一身懷著遺憾與怨恨的靈魂遊蕩在人間，直到遇見豬哥仙，似乎當年的恩怨就可有個交代。一度被三八美誤會她是小三，還害三八美尿褲子，最後沒有報仇，親了豬哥仙一下，但出來時被阿Ken仙纏住，連忙派左左右右幫助豬哥仙。                   |
| 李李仁   | 龍董(呂吉龍）      | 人稱艋舺龍董，個性海派卻又迷信。誤打誤撞下對豬哥仙的神力深信不疑。名下有賭場，但被警方抄掉後，剩下舞廳，但因為常常無法賺錢而關閉，決定請豬哥仙協助幫忙轉風水。 |
| 顏正國   | 阿國               | 因為學歷不高、時機不好，才決定要加入幫派當角頭賺錢。跟著龍董常常訓斥跟他半斤八兩的小小弟北七（蔡昌憲飾）要好好幹，但其真實身分是臥底，偷偷通報給警方讓龍董的賭場被警方抄掉。 |
| 蔡昌憲   | 項柏熙             | 外號北七（柏熙的台語諧音），天兵一枚，白目國仔交代的話永遠都聽一半或聽錯，叫他出去買口香糖回來卻買成烤香腸。 |
| 黃鴻升   | 林克強             | 極具正義感的年輕警探，敢衝敢抓。因調查一起走私案，與女檢察官雪倫朝夕相處相識相戀。後來因為罹患重病以個性不合為由和雪倫分手。最近，兩人又因為調查神棍詐財一案，被分派在一塊兒工作，明明都還喜歡著彼此，就看克強要怎麼挽回這段感情，最後與雪倫在一起。                                    |
| 莫允雯   | 邱雪倫             | 新北市地檢署新進檢察官，美麗而幹練，嘴上從不服輸也絕不服人，與克強有過短暫但深刻的戀情。愛著克強，只是上天似乎多給了他們一些試煉，原本對豬哥仙的法力不信，認為他是神棍，但最後相信，與克強在一起。                                                                                      |
| 阿Ken    | 阿KEN師            | 採菊東籬下，通曉天地人，故自號為採曉師父，跟豬哥仙一樣有馬桶頭，但因為當時點痣點到忘記下車，機會被豬哥仙誤打誤撞帶走，決定要戳破豬哥仙的神力，但最後被梅餅親嘴而失敗收場。 |
| 莫莉     |                    | 舞廳表演者之一，事故發生前對外呼救著，卻來不及了 |
| 王宣     | 顧瑪秋             | 龍董的秘書兼七仔 |
| 曾莞婷   | 三八美的妹妹 品鶴  | 無悔的陪伴老公從年輕沒錢到事業風光的時候，後來老公中風之後其實痛心，為了想要讓他好起來刺激著他但沒有起色… |
| 黃明志   | 三八美的妹婿       | 中風患者，後期在左左右右的協助下一度有站起來走，但最後坐回去就沒再站起來。 |
| 吳仲強   |                    | |
| 左左右右 | 左左右右           | 林晴霞身邊的小精靈 |
| 梁修身   | 梁大明（老年）     | |
| 梁正群   | 梁大明（中年）     | 深愛著林晴霞 |
| 周丹薇   | 梁大明老婆（老年） | |
| 林利霏   | 梁大明老婆（中年） | 認為是晴霞搶走自己的老公，一怒之下便用汽油縱火燒死了在演員休息室的晴霞與其他演員七人。 |
| 素珠     | 三八美的媽媽       | 一開始不看好豬哥亮，後來選擇相信他有法術並支持。 |
| 詹子晴   | 信徒               | 向豬哥亮反映有喉嚨痛聲音怪怪的問題 |
| 白雲     | 當舖老闆           | |
| 玖壹壹   | 玖壹壹             | 林克強求婚找來的幫手，還一度被克強叫成頑童MJ116，被洋蔥糾正。 |
| 艾波     |                    | |
| 王俊傑   | 殘障患者           | 客串 |
| 黃逸祥   | 殘障患者           | 客串 |
| 王燦     | 林志仙             | |
| 大文     | 梅餅               | 跟三八美一樣的身材，但因為當時跟阿Ken仙點痣點到忘記下車，機會被豬哥仙他們誤打誤撞帶走。 |

## 電影歌曲
| 曲別   | 歌名                        | 演唱者         | 作詞   | 作曲   |
| 插曲   | 病人（2016年上载MV）        | 黃明志         | 黃明志 | 黃明志 |
| 插曲   | 都給我（2017年上载MV）      | 安心亞         | 黃明志 | 黃明志 |
| 主题曲 | 大显神威（2017年上载MV）    | 玖壹壹         | 玖壹壹 | 玖壹壹 |
| 片尾曲 | Oh My God！（2016年上载MV） | 黄明志、玖壹壹 | 黄明志 | 黄明志 |

## 片尾曲MV草稿洩露事件
2016年，馬來西亞歌手黃明志寫了片尾曲《Oh My God》，和來自臺灣的饒舌樂團「玖壹壹」為《大顯神威》合唱，並在馬來西亞的檳城拍攝了音樂錄影帶（MV）的草稿，黃明志飾演一個打扮為修士的男子（造型類似耶穌），與分別飾演佛教禪師（洋葱，唐三藏裝扮）、道教道士（春風，殭屍道長裝扮）、伊斯蘭教穆斯林（健志，非媒體謠傳的阿拉，是一名警戒心較重的阿拉伯人）的三個團員，結伴到檳城遊玩，參觀佛寺等宗教場所。
2016年7月這部MV的草稿，被網友流出到網路上，開始有人指責影片內容。黃明志澄清，其實這部MV其實只是提前被駭客泄漏的草稿，並非「最终版」或「正式版」，因為有些情節畫面尚未修正完成，才會導致少部分人的誤會。就像是某人家中廚房的菜刀，被壞人偷去幹了壞事，並不能怪罪刀的主人。這部MV在檳城的多個廟宇、教堂、清真寺等宗教場所拍攝，且都經過該場所的負責人或管理人同意，影片是為了促進各宗教的信徒和諧相處，並宣導信仰有助人之力量，絕對不鄙視或消遣任何宗教信仰。發行的臺灣唱片公司「量能文創」（DOW）表示，不排除提告泄漏新作的網友，並呼籲網友不要轉發歌曲的MV，以免觸法。

### 民眾投訴
影片洩漏不久，許多民眾和非政府組織就此事報警，稱此MV中穆斯林拿著步槍四處亂晃、還聚賭，做出拔槍威嚇動作，根本是恐怖分子的舉動。且穆斯林打籃球，居然被道士貼符咒，涉及侮辱伊斯蘭。30日，20个伊斯蘭組織表示，其中一段唱詞反覆提到「阿拉」字眼（在馬來西亞，非穆斯林禁止提到「阿拉」名諱），而且一邊说「阿拉」，一邊飲酒、穆斯林祈禱聲遭嘲笑和羞辱（穆斯林祈禱聲伴隨笑聲，且提到阿拉的歌詞，居然包含了異教徒的佛號、經文、咒語如「南無阿彌陀佛」、「唵嘛呢叭咪吽」、「色即是空，空即是色」等）和在丹絨武雅水上清真寺内唱歌跳舞，諸如此類都認為是對阿拉大不敬。為了回應此事件，黃明志在他的Facebook與Tokok上發表聲明，大意為表示此非正式版，切勿轉錄，真正的「正式MV」將會上傳至他的YouTube頻道。黃明志也澄清，影片是喝糖水，並非飲酒，而聚賭的畫面是誤傳，那是玩UNO牌（也有人認為是玩撲克牌，但是桌面上亦無金錢），槍是水槍（從頭到尾並無發射），希望穆斯林不要誤會。《星洲日报》的社論評論員則希望他能“以真誠態度促進社會和諧”。

### 黃明志被捕
檳城警方表示，將援引馬來西亞刑事法典第295條「褻瀆膜拜地點及蓄意侮辱宗教罪」調查此案。警方說，目前調查出黃明志人在國外，可能在臺北或其他地區，如果黃明志一回國，警方就會逮捕他，並請他「協助調查」，如果涉及褻瀆宗教，可能被判有期徒刑二年。2016年8月21日，黃明志決定返國，並在個人YouTube上傳了自己的裸身影片，証明被捕之前自己的身體並無傷痕，避免遭到馬來西亞警方刑求。黃明志抵達吉隆坡國際機場（KLIA）後，立即被警方上手銬拘捕並且收押。警方向法庭申請並扣留黃明志四天。黃明志以馬來語澄清：「這部影片是四個來自不同宗教的好朋友，和諧出去旅遊的影片，是象徵宗教和諧，絕無惡意。」且以閩南語「嘸代誌、嘸代誌（沒事情）」，向他的粉絲朋友報平安，還說很多人說他傻，要他躲國外就沒事了，但他認為自己寫的歌是提倡宗教和諧，既然沒做錯，為甚麼要逃？公開呼籲大眾，一人做事一人當，請不要騷擾他的家人。黃明志遭到馬來西亞警方拘捕並且收押的新聞公布時，玖壹壹表示極為驚訝，非常擔心黃明志，「希望他沒事」。馬來西亞警方表示，玖壹壹三名團員涉案。有意尋求國際刑警幫忙，要求一起拍攝MV的玖壹壹三名團員，到馬來西亞「協助調查」。8月25日，黃明志獲釋。黃明志獲釋放先到祭拜大爺二爺的廟宇裡，燒香祭拜，感謝神明保佑他度過難關。接著又在臉書發表1503字聲明，「希望可以降低大家對此事件的恐慌和誤解」，並再三保護玖壹壹，表示整首歌的詞曲與MV製作都是他一個人做的，與玖壹壹沒有關係，願意承擔所有責任，請不要針對玖壹壹。

### 網友觀點
有兩名外國網友批判玖壹壹總是製造衝突，而這支影片容易激怒極端主義份子，會害慘臺灣，更是直言玖壹壹來自於臺灣，對敏感議題的警覺意識較為薄弱，然而來自於一個具有穆斯林人口的多元文化社會，「應當完全清楚哪些是會讓人生氣與敏感的點。」，深深了解伊斯蘭教的禁忌的黃明志，竟視玖壹壹如傀儡，操縱玖壹壹演出這些畫面，非常過分。
這部草稿影片爭議不斷，據透露只是試拍的遊戲之作。在正式版MV中，草稿MV任何疑似侮辱宗教的成分和清真寺的拍攝片段，皆會被刪除。事實上，正式版MV已經公開，根據警方內部人士的考察，認為「正式版MV」無任何褻瀆的影像內容，只是《大显神威》的电影片段和制作花絮。但有穆斯林指出音樂亦有問題，因為正式影片裏的歌曲和草稿的歌曲相同，仍然还有祈祷声被嘲笑和侮辱。

### 玖壹壹澄清
玖壹壹而後出面澄清，他們拍片時就向黃明志詢問，影片中為何穆斯林持步槍？黃明志解釋其實這是四個不同宗教的好朋友，他們在檳城之旅增進情感，而最後一起向世界宣導「一個世界，一個愛」（One World, One Love）的理念，穆斯林飾演一個較自我防衛的角色，他拿的不是步槍，是水槍，而且還是黃明志剛在路邊買的。但玖壹壹仍舊不太放心，回到臺灣以後，玖壹壹也去信要求黃明志，刪改影片中可能會有爭議的情節，黃明志也正要修正，但他來不及修正，就被駭客外流，引致風波。

### 一年之后
2016年，黄明志在Facebook说过这首《Oh My God》没有被禁。后来在2017年，黄明志因为公开举办演唱会，重新演唱一次《Oh My God》。但这首歌的开头没有任何侮辱伊斯兰教的祈祷声，而是黄明志的介绍。黄明志说这首歌是Solo版本（独唱版），还说上载去Youtube后不要惹事的好。

## 外部連結
- 大顯神威的Facebook專頁
- AllMovie上《大顯神威》的资料（英文）
- 香港影庫上《大顯神威》的資料（繁體中文）
- Yahoo奇摩電影上《大顯神威》的資料（繁體中文）
- 開眼電影網上《大顯神威》的資料（繁體中文）
- 时光网上《大顯神威》的資料（简体中文）
- 豆瓣电影上《大顯神威》的資料 （简体中文）
- 互联网电影数据库（IMDb）上《大顯神威》的资料（英文）